# San Michele al Tagliamento
San Michele al Tagliamento är en stad och kommun i storstadsregionen Venedig, innan 2015 provinsen Venedig, i regionen Veneto i norra Italien. Kommunen hade 11 863 invånare (2018). Staden är mest känd för stadsdelen Bibione, en semesterort med en lokal befolkning på ca 3000, men på sommaren kan det finnas 300000 turister. Det var tyskar som grundlade Bibione på 1950-talet[källa behövs].